# Stannyleny

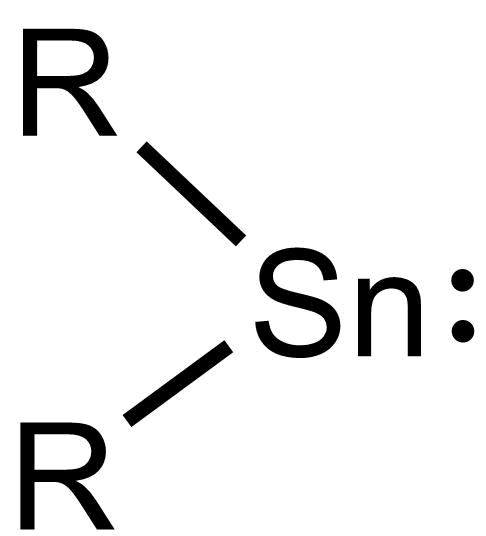
Obecný strukturní vzorec stannylenu

Stannyleny jsou organické sloučeniny cínu s obecným vzorcem R2Sn:, patřící mezi analogy karbenů. Na rozdíl od karbenů, jejichž základní stavy bývají tripletové, jsou základní stavy stannylenů singletové, protože valenční orbitaly cínu jsou méně náchylné k hybridizaci a elektrony v orbitalech 5s jsou tak stále spárované.
Stannyleny bývají nestabilní, ale lze je stabilizovat sterickými efekty. Popsány jsou i jejich adukty s Lewisovými zásadami.

## Historie
Prvním stabilním stannylenem byl [(Me3Si)2CH]2Sn, popsaný Michaelem F. Lappertem v roce 1973; stejným způsobem byl o rok později získán i první diamidostannylen [(Me3Si)2N]2Sn.
Nestálý stannylen Me2Sn byl vytvořen tepelným rozkladem cyklo-(Me2Sn)6.

## Příprava

### Příprava stabilních stannylenů
Většina alkylstannylenů se získává alkylacemi cínatých halogenidů organolithnými sloučeninami, například první stannylen, [(Me3Si)2CH]2Sn, byl vytvořen pomocí (Me3Si)2CHLi a SnCl2.
Některé stannyleny lze připravit redukcemi cíničitých sloučenin s KC8
Amidostannyleny je možné vytvořit reakcemi cínatých halogenidů s amidem lithným.

### Příprava nestabilních stannylenů
Izolace nestálých alkylstannylenů je obtížnější. První izolace dimethylstannylenu měla být provedena termolýzou cyklostannanu (Me2Sn)6, vzniklého kondenzací Me2Sn(NEt2)2 a Me2SnH2. Důkazy o jeho vzniku byly získané prostřednictvím vibračních frekvencí v infračervené spektroskopii a odpovídaly vypočteným hodnotám.
Existence těchto sloučenin typu SnMe2 byla poté potvrzena objevem absorpce ve viditelném světle odpovídající vypočteným elektronovým přechodům SnMe2 v plynné fázi.
Dalším způsobem přípravy nestabilních stannylenů je laserová fotolýza tetraalkylcínových sloučenin, například SnMe4. Tvorbu stannylenu lze pozorovat ultrafialovo-viditelnou spektroskopií.

## Struktura

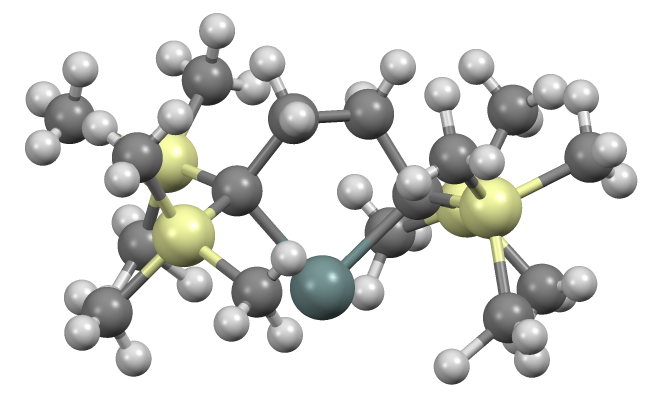
Struktura stannylenu získaná rentgenovou krystalografií

Stannyleny lze považovat za sp2-hybridizované sloučeniny s prázdnými orbitaly 5p a volným elektronovým párem. Jejich červené zbarvení způsobují n-p přechody.
Některé ligandy mohou zmírnit nedostatek elektronů u monomerních stannylenů omezením agostických interakcí vazeb B-H. Tuto možnost v roce 2006 potvrdil Mark Kenyon se spolupracovníky přípravou cyklického dialkylstannylenu [{n-Pr2P(BH3)}(Me3Si)CCH2]2Sn. Krystalová struktura sloučeniny obsahovala jednu vazbu B-H uspořádanou ve směru k atomu Sn, s délkou 203 pm. Snížení nedostatku elektronů na Sn potvrdila spektroskopická data, obzvláště pak 119Sn NMR, ukazující velmi nízký chemický posun (587 a 787 ppm oproti 2323 ppm u odpovídajícího dialkylstannylenu), což ukazovalo na vyšší elektronovou hustotu okolo Sn.

## Reakce

### Oligomerizace

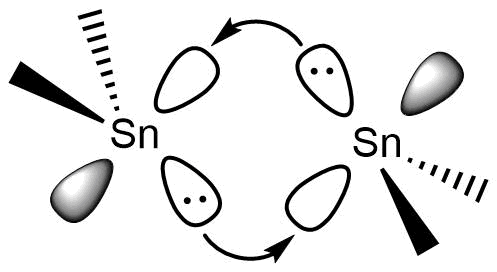
Dvojité donor-akceptorové interakce u dimeru dimethylstannylenu

Malé a nestálé stannyleny, jako je dimethylstannylen, se oligomerizují na cyklické oligostannany, které lze použít jako zdroje stannylenů.
Objemnější stannyleny, například Lappertův stannylen, oproti tomu vytvářejí dimery. Vlastnosti vazeb Sn-Sn u těchto dimerů se liší od vazeb C-C v dimerech karbenů, jako jsou alkeny. Alkeny obsahují typické dvojné vazby a jejich molekuly jsou rovinné, zatímco dimery stannylenů mají molekuly s ohnutým tvarem. Dvojné vazby v dimerech stannylenů lze považovat za dvě donor-akceptorové vazby. Analýza elektronové lokalizační funkce zde ukazuje u obou atomů Sn elektrony ve vazebných orbitalech, což naznačuje, že interakce mezi atomy Sn jsou dvojicí neobvykle ohnutých vazeb. Stabilitu dimerů stannylenů také ovlivňuje sterické odpuzování jednotlivých substituentů.

### Inserční reakce

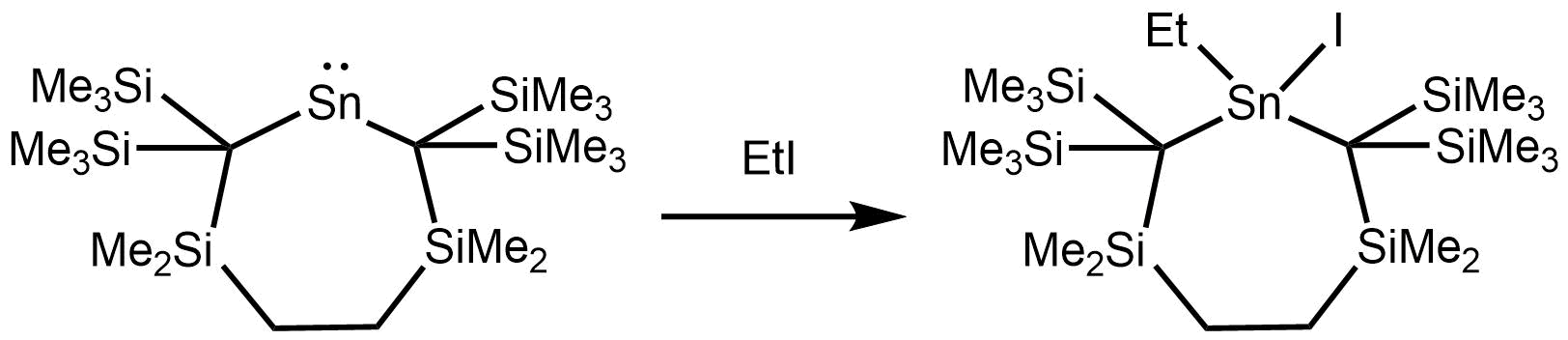
Oxidačně adiční reakce jodethanu se stannylenem

Alkylstannyleny mohou reagovat s řadou různých sloučenin (alkylhalogenidy, enony, dieny) v oxidačních adicích a insercích. Reakcí stannylenu s 9,10-fenantrolindionem vznikal EPR signál identifikovaný jako 9,10-fenantrendionový radikálový anion, což naznačuje, že reakce probíhá radikálovým mechanismem.

### Cykloadice
I když jsou stannyleny stabilnější než jejich lehčí karbenové analogy, tak snadno vstupují do [2+4] cykloadičních reakcí se Z-alkeny. Adice (CH(SiMe3)2)2Sn na 2,7-difenylokta-2,3,5,6-tetraen probíhá cheletropně, protože takový průběh umožňují Woodwardova-Hoffmannova pravidla.

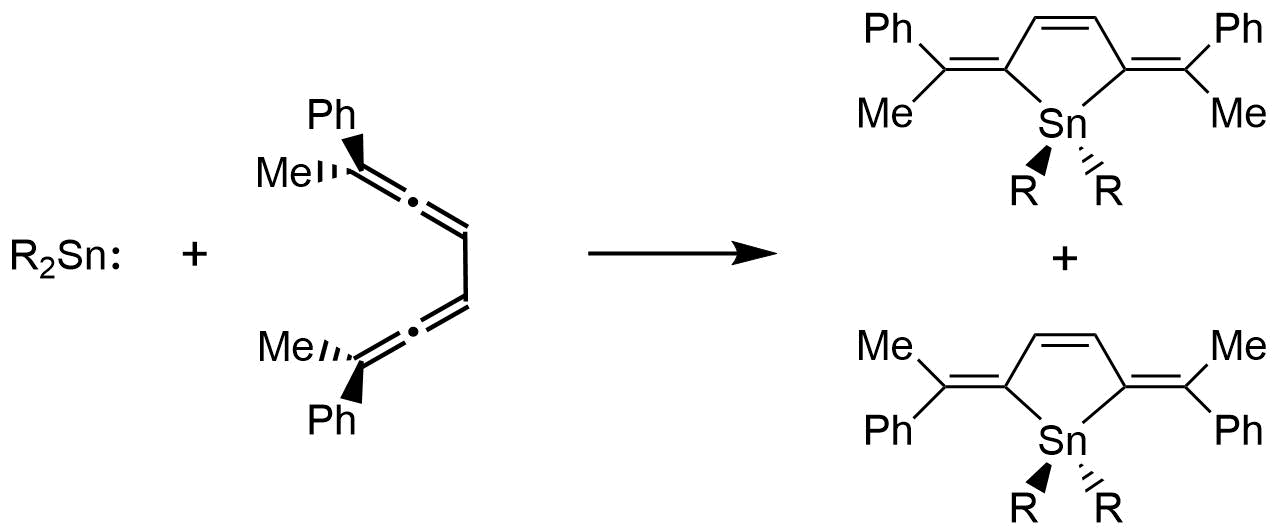
[2+4] cheletropní cykloadice stannylenu na 2,7-difenylokta-2,3,5,6-tetraen disrotačním mechanismem

### Kovová centra v oxidačních adicích a redukčních eliminacích
Vlastnosti páru SnII/SnIV u některých stannylenů připomínají přechodné kovy. Na jejich reaktivit v oxidačních adicích má velký vliv energie oddělení singletu od tripletu, kde vytváří silný σ-donorový borylový (-BX2) ligand. Na cín lze oxidačně adovat nejen molekulární vodík. ale i vazby E-H bond (E = B, Si, O, N). U amoniaku a vody může produkt oxidační adice vstoupit do redukční eliminace, kterou vzniká vazba O-B nebo N-B.

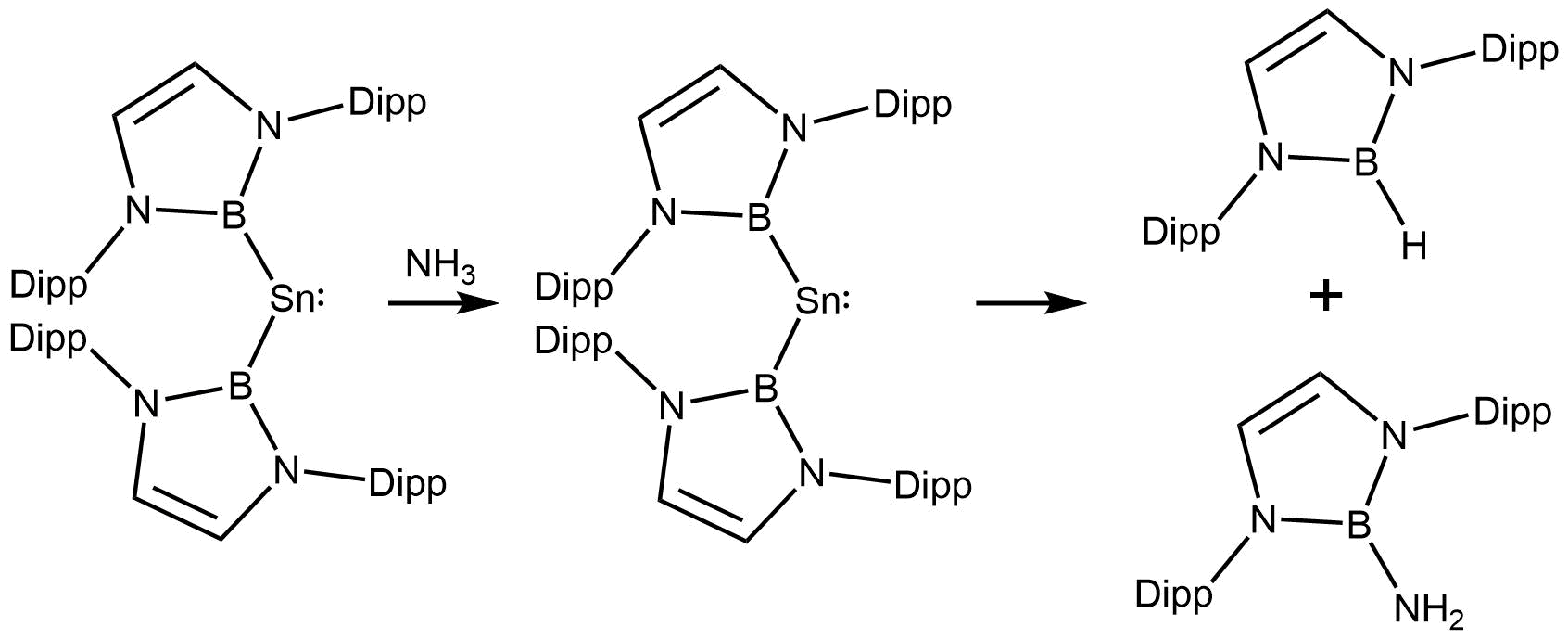
Oxidační adice amoniaku na Sn centrum a následná redukční eliminace za vzniku vazby B-N bond (Dipp = 2,6-C_{6}H_{3}iPr_{2})